# Засора
 Засора  — деревня в Орловском районе Кировской области. Входит в состав Орловского сельского поселения.

## География
Расположена у северо-западной окраины деревни Шадричи.

## История
Известна как починок Чарушниковский или Засора с 1891 года, в 1905 году здесь было дворов 13 и жителей 86, в 1926 году (деревня Засора или Чарушниковский) 16 и 77, в 1950 (Засора) 12 и 36, в 1989 8 жителей. В 1950-е годы работал колхоз «Труженик». С 2006 по 2011 год входила в состав Шадричевского сельского поселения.

## Население
Постоянное население составляло 3 человека (русские 100%) в 2002 году, 2 в 2010.